# Kartause Maria Hain

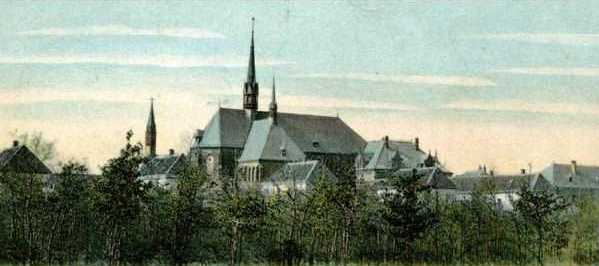
Kartause Maria Hain (um 1904)

Kupferstich der Kartause Hain (vor 1911)

Innenausstattung der Kartause Hain (vor 1911)

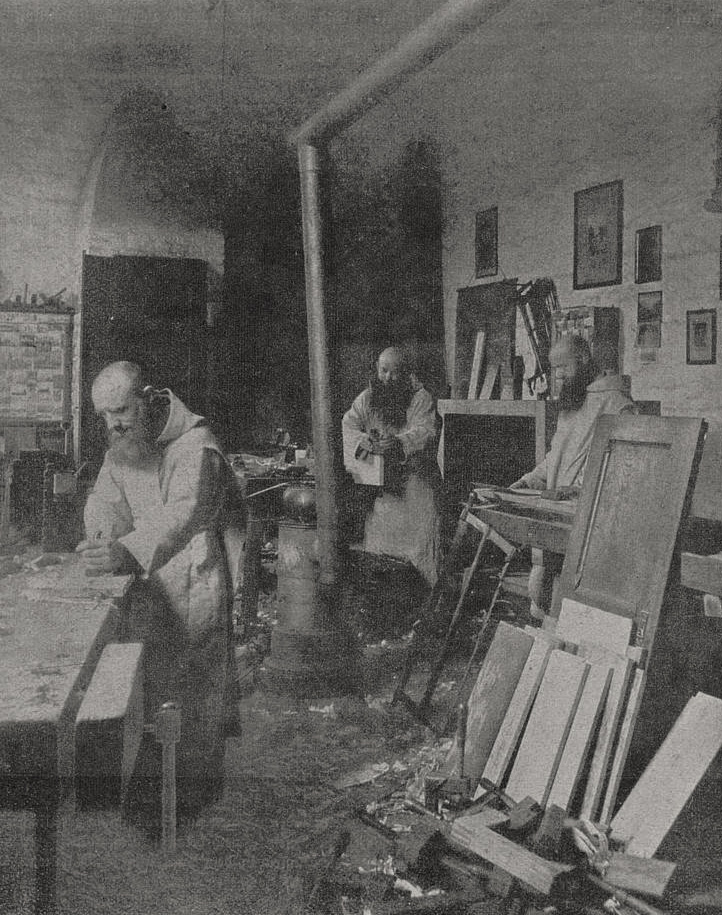
Schreinerei des Kartäuserklosters bei Düsseldorf, Erwin Quedenfeldt (1912)

Maria Hain war ein von 1869 bis 1964 bestehendes Kartäuserkloster in Düsseldorf-Unterrath.

## Geschichte
Seit dem Reichsdeputationshauptschluss von 1803 befand sich auf dem Gebiet des späteren Deutschen Kaiserreiches keine Ordensniederlassung der Kartäuser mehr. Daher wurde 1869 das Rittergut Hain bei Düsseldorf für 150.000 Taler vom Orden angekauft. Auf dem Gelände wurde eine neue Kartause errichtet und mit zwei Chormönchen und zwei Laienbrüdern aus dem Kloster La Grande Chartreuse besiedelt. Erster Rektor war Pater Hieronymus Keiflin, ab 1873 wurde Pater Prior August M.-J. Engler sein Nachfolger. Im Verlauf des Kulturkampfes musste das Kloster bereits 1875 wieder aufgegeben werden, da alle nicht reichsangehörigen Mönche aus Deutschland ausgewiesen wurden. Das Kloster wurde 1890 vom Konvent erneut in Besitz genommen.
Im Jahre 1908 gab es sieben Chormönche, im Jahre 1920 waren es 20 Chormönche und fünf Laienbrüder. Die Zeit des Nationalsozialismus überstanden das Kloster und der Mönchskonvent unbeschadet; ihre Nützlichkeit wurde wegen der umfangreichen Armenfürsorge anerkannt. Ab 1946 leitete Pater Nikolaus Maria Kister den Konvent. Im Februar 1947 lebten dort noch 17 Chormönche, ein zeitlicher Profess, 19 Brüder, drei Donaten und drei Postulanten.

## Verlegung
Durch die Ausdehnung der Großstadt Düsseldorf und die Erweiterung des Flughafens in Lohausen wurde die für Kartäuserklöster nötige Stille gestört. Der Konvent zog daher 1964 in die seit 1962 gebaute Kartause Marienau bei Marienau um, einem Teilort von Bad Wurzach in Baden-Württemberg. Das Kloster Hain wurde profaniert und anschließend abgerissen. Die Gebeine der verstorbenen Mönche wurden nach Marienau umgebettet.
Auf dem Gelände der Kartause, dem großen Kreuzgang, der Kirche und Schloss-Hain, befinden sich heute die Bauten der Frachtstraße des Flughafens.

## Erinnerungsstätte
In der Nähe der ehemaligen Kartause im Kartäuser-Park in Düsseldorf-Unterrath an der Unterrather Straße befindet sich die 1994 errichtete kleine Erinnerungsstätte für das ehemalige Kartäuserkloster Maria Hain. Sie besteht aus einer vom Düsseldorfer Bildhauer Karl-Heinz Klein gefertigten  2,20 Meter großen Bronze-Statue eines Kartäusers und einem Modell der ehemaligen Kartause.

Erinnerungsstätte im Kartäuser-Park in Düsseldorf-Unterrath
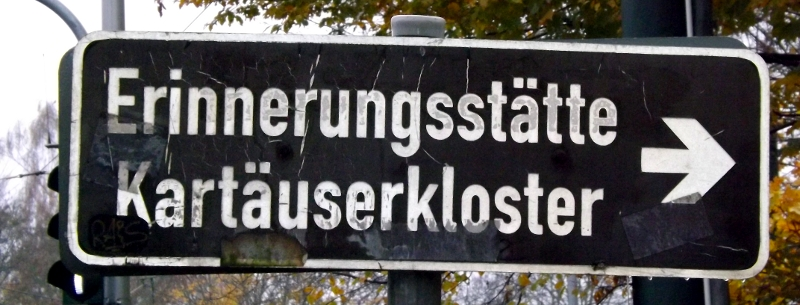
Die Erinnerungsstätte befindet sich im Kartäuser-Park an der Unterrather Straße.
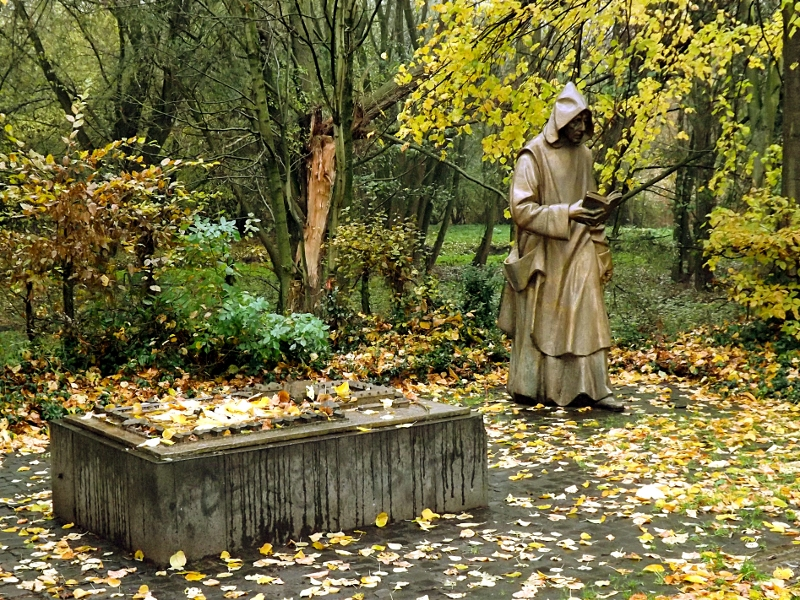
Die Erinnerungsstätte besteht aus einer 2,20 Meter großen Bronze-Statue und einem Modell der Kartause.
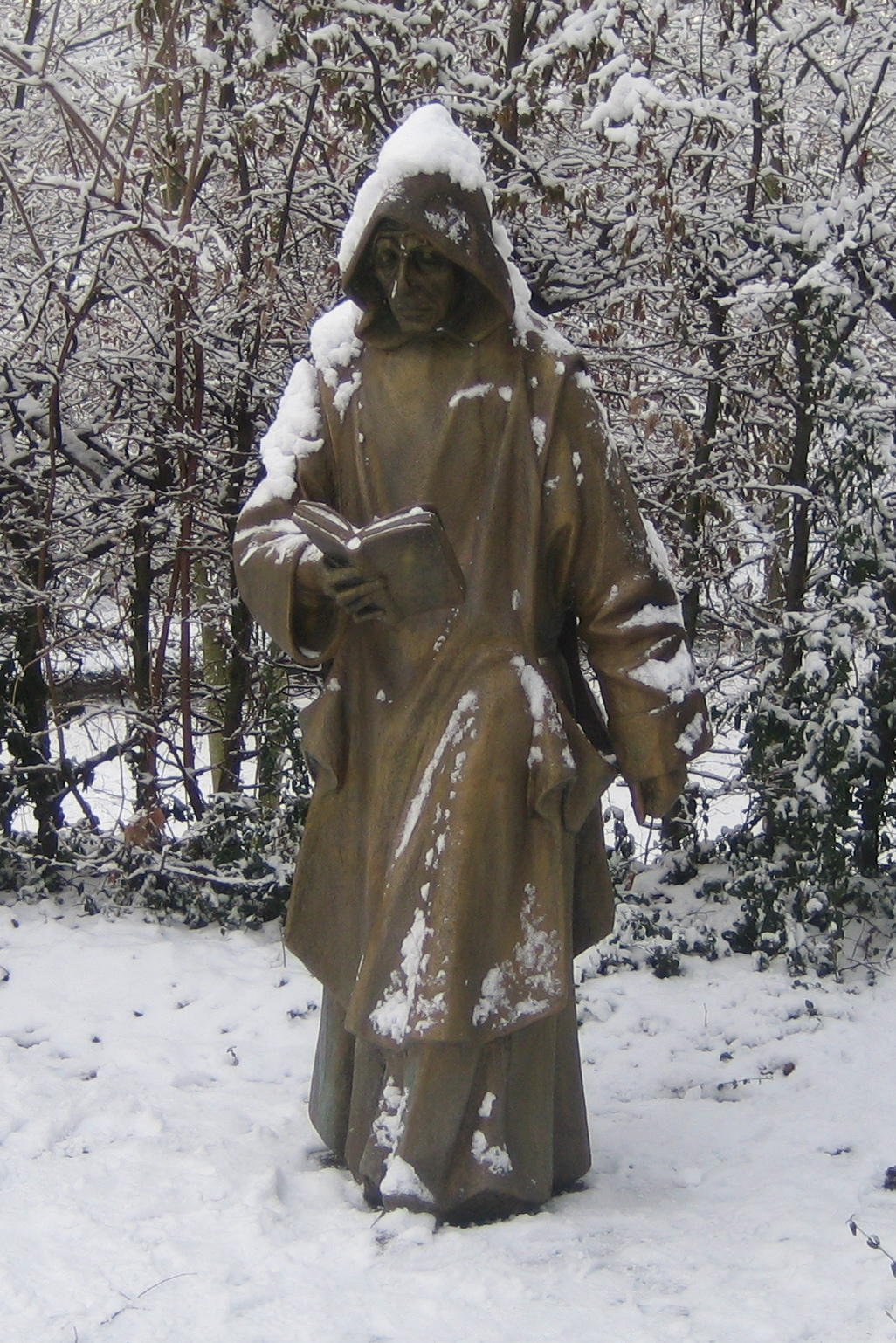
Bronze-Statue eines Kartäusers
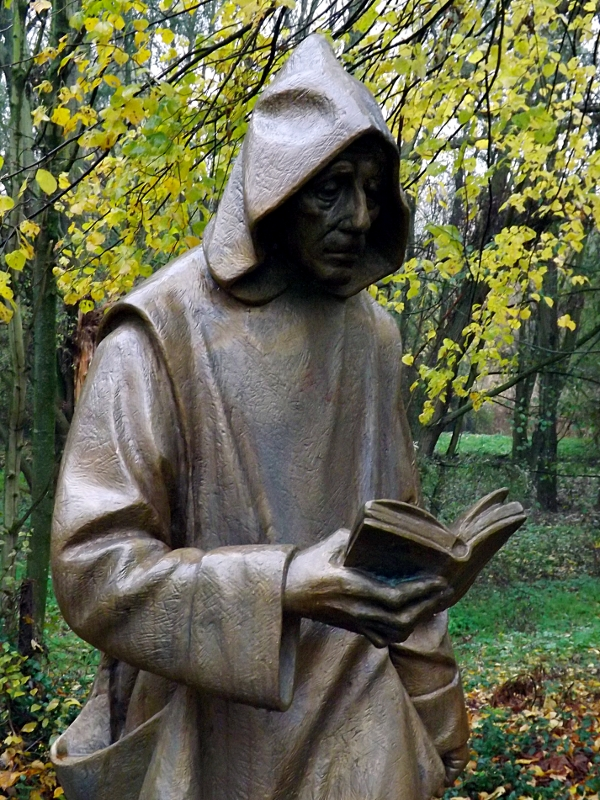
Bronze-Statue eines Kartäusers
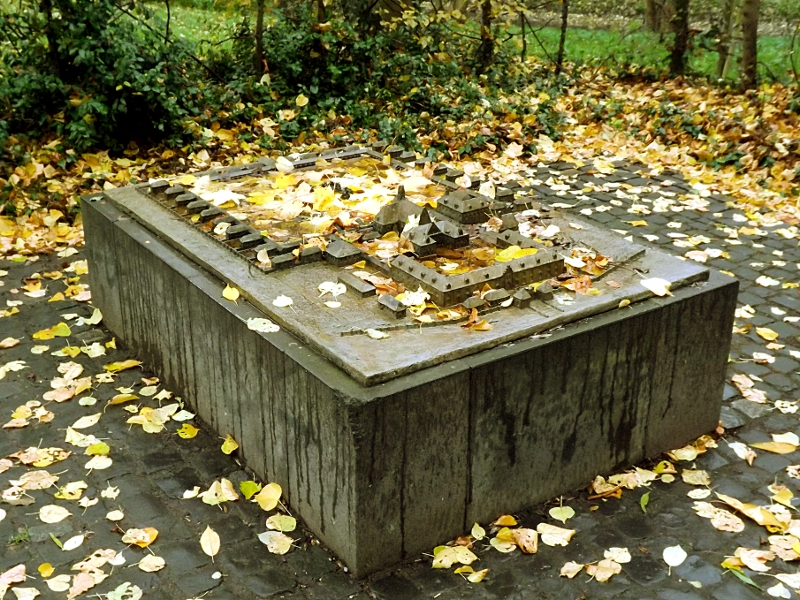
Modell der ehemaligen Kartause